# Комуністична партія
Комуністична партія — політична партія, яка виступає за втілення соціальних принципів комунізму (побудову безкласового суспільства), за допомогою соціалістичного уряду. Назва походить від Маніфесту комуністичної партії, написаного у 1848 році Карлом Марксом і Фрідріхом Енгельсом. Першою комуністичною організацією, що була попередником комуністичних партій, був Союз комуністів, який був створений Марксом у 1847 році.
Комуністична партія, згідно з ленінською теорією, є авангардною партією робітничого класу, попри те є вона правлячою, чи ні, але коли така партія перебуває при владі в конкретній країні, партія вважається найвищим органом диктатури пролетаріату. Теорія Леніна про роль комуністичної партії була розроблена на початку 20-го століття, коли Російська соціал-демократична робітнича партія розділилася на більшовицьку і меншовицьку фракції.
Комуністична партія побудована за принципом демократичного централізму, за яким рішення обраних верхніх керівних органів обов'язкові для виконання всіма нижніми органами і усіма членами; резолюції, які були прийняті більшістю, обов'язкові для виконання усіма.

## Заборона діяльності
Після розпаду СРСР та соціалістичного табору, комуністичні партії та символіка були заборонені в низці колишніх комуністичних держав.
З 24 липня 2015 р. всі компартії в Україні не можуть бути суб'єктами виборчого процесу та брати участь у виборах. Тобто такі партії є забороненими.

## Список комуністичних партій

### Діючі компартії
- Комуністична партія Австрії (1918—)
- Комуністична партія Азербайджану (1993—)
- Народний рух за визволення Анґоли (МПЛА) (1956—)
- Білоруська партія лівих «Справедливий світ» (1991—)
- Комуністична партія Венесуели (1931—)
- Комуністична партія Греції (1918—)
- Партія європейських лівих (2004—)
- Комуністична партія Ізраїлю (Макі) (1918—)
- Комуністична партія Індії (1925—)
- Народна партія Ірану (Туде́) (1941—)
- Комуністична партія Канади (1921—)
- Комуністична партія Китаю (1921—)
- Прогресивна партія трудового народу Кіпру (1926—)
- Трудова партія Кореї (1949—)
- Комуністична партія Куби (1925—1944, 1965—)
- Комуністична партія Люксембурґу (1921—)
- Ліві (Люксембурґ) (1999—)
- Фронт визволення Мозамбіку (ФРЕЛІМО) (1962—)
- Партія комуністів Республіки Молдова (1993—)
- Комуністична партія Португалії (1921—)
- Комуністична партія Російської Федерації (1993—)
- Комуністична партія США (1919—)
- Комуністична партія Уругваю (1920—)
- Французька комуністична партія (1920—)
- Ліва партія (Франція) (2008—)
- Комуністична партія Чехії та Моравії (1990—)
- Комуністична партія Чилі (1922—)
- Комуністична партія Японії (1922—)

### Історичні (неіснуючі) компартії

#### Світ
- Комуністична партія Австралії (1920—1991)
- Албанська партія праці (1941—1991)
- Народно-демократична партія Афганістану (1965—1992)
- Болгарська комуністична партія (1919—1990)
- Комуністична партія Великої Британії (1920—1991)
- Італійська комуністична партія (1921—1991)
- Комуністична партія Нідерландів (1909—1991)
- Союз комуністів (1846—1852)
- Комуністична партія Німеччини (1918—1933, 1948—1956)
- Соціалістична єдина партія Німеччини (1946—1990)
- Польська об'єднана робітнича партія (1948—1990)
- Російська соціал-демократична робітнича партія (1898—1918)
- Комуністична партія Радянського Союзу (1918—1991)
- Румунська комуністична партія (1921—1989)
- Комуністична партія Фінляндії (1918—1990)
- Комуністична партія Чехословаччини (1921—1990)
- Союз комуністів Югославії (1919—1990)

#### Україна
- Комуністична партія України (1918—1991)
- Українська комуністична партія (боротьбистів) (1919—1920)
- Українська комуністична партія (укапістів) (1920—1925)
- Комуністична партія Західної України (1919—1938)